# Gouvernement Stolojan
Roumanie
Roman II Văcăroiu
Le gouvernement Stolojan (Guvernul Stolojan, en roumain) est le gouvernement de la Roumanie entre le 16 octobre 1991 et le 19 novembre 1992. Il est formé à la suite de la démission de Petre Roman du poste de Premier ministre.

## Composition
| Fonction                                                              | Titulaire | Titulaire              | Parti |
| --------------------------------------------------------------------- | --------- | ---------------------- | ----- |
| Premier ministre                                                      |           | Theodor Stolojan       | FSN   |
| Ministre de la Justice                                                |           | Mircea Ionescu-Quintus | PNL   |
| Ministre de l'Économie et des Finances                                |           | Georoge Danielescu     | PNL   |
| Ministre de la Défense                                                |           | Niculae Spiroiu        | Sans  |
| Ministre de la Culture                                                |           | Ludovic Spiess         | Sans  |
| Ministre de l'Agriculture                                             |           | Petru Mărculescu       | PDAR  |
| Ministre des Affaires étrangères                                      |           | Adrian Năstase         | FSN   |
| Ministre des Travaux publics                                          |           | Dan Nicolae            | FSN   |
| Ministre des l'Intérieur                                              |           | Victor Babiuc          | FSN   |
| Ministre de l'Éducation                                               |           | Mihai Golu             | FSN   |
| Ministre de l'Environnement                                           |           | Marcian Bleahu         | MER   |
| Ministre du Travail                                                   |           | Dan Mircea Popescu     | FSN   |
| Ministre des Transports                                               |           | Traian Băsescu         | FSN   |
| Ministre de la Santé                                                  |           | Mircea Maiorescu       | Sans  |
| Ministre des Communications                                           |           | Andrei Chirică         | FSN   |
| Ministre de l'Industrie                                               |           | Dan Constantinescu     | PNL   |
| Ministre des Relations avec le Parlement                              |           | Ion Aurel Stoica       | FSN   |
| Ministre du Budget, des Revenus de l'État et du Contrôle des finances |           | Florian Bercea         | FSN   |
| Ministre du Commerce et du Tourisme                                   |           | Constantin Fota        | FSN   |
| Ministre de la Jeunesse et des Sports                                 |           | Ioan Moldovan          | FSN   |